# Tyrannochthonius cavernicola
Espèce
Synonymes
- Paraliochthonius cavernicola Beier, 1976

Tyrannochthonius cavernicola est une espèce de pseudoscorpions de la famille des Chthoniidae.

## Distribution
Cette espèce est endémique de l'île Lord Howe à l'est de l'Australie.

## Description
Le mâle holotype mesure 2,5 mm.

## Publication originale
- Beier, 1976 : The pseudoscorpions of New Zealand, Norfolk, and Lord Howe. New Zealand Journal of Zoology, vol. 3, no 3, p. 199-246 (texte intégral).